# Crise financière irlandaise

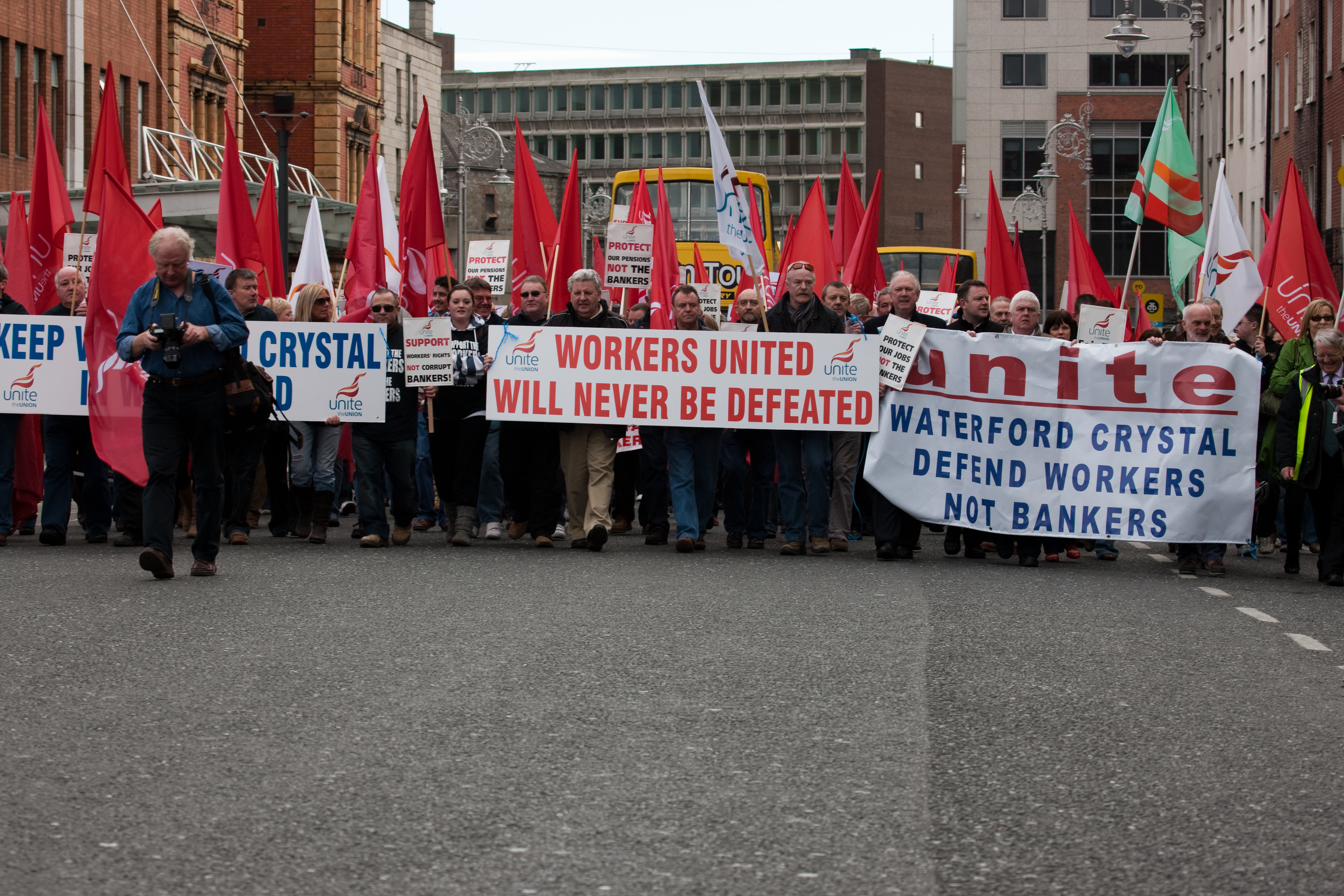
Manifestation de travailleurs à Dublin contre la réponse du gouvernement irlandais à la crise financière (2009).

La crise financière irlandaise de 2008-2011, qui a émergé avec la crise financière mondiale de 2007-2008, est une crise politique et économique majeure dans l’histoire de l’Irlande, et qui est en partie responsable de la récession subie par le pays pour la première fois depuis les années 1980. Le gouvernement irlandais a officiellement annoncé l’entrée du pays dans la récession en septembre 2008. Le taux de chômage augmenta sensiblement les mois suivants. Selon le Central Statistics Office, l’Irlande fut le premier pays de la zone euro à connaître une récession.
Le nombre de chômeurs demandant des allocations chômage était de 326 000, le plus haut niveau mensuel depuis 1967 et la création de cette statistique. Au milieu de la crise, qui a coïncidé avec les problèmes relatifs aux banques irlandaises, le parti au pouvoir, le Fianna Fáil, a chuté à la troisième place dans un sondage conduit par The Irish Times. Le parti s'est placé derrière le Fine Gael et le Parti travailliste, ce dernier dépassant le Fianna Fáil pour la première fois.
Les conditions difficiles ont poussé 100 000 manifestants dans les rues de Dublin le 21 février 2009, ainsi que diverses autres actions de grève. Le principal indice de l'Irish Stock Exchange (ISE), qui avait atteint un pic à 10 000 points en avril 2007, a chuté à 1 987 points en février 2009, son plus bas niveau depuis 14 ans. Depuis le milieu de l'année 1995, il n'était jamais tombé sous les 2 000 points.

## Origine
La forte croissance de l'économie irlandaise durant les années 1997-2007 qui a fait surnommer le pays le Tigre celtique, était due à un faible impôt sur les bénéfices et les faibles taux d'intérêt pratiqués par la Banque centrale européenne, entre autres facteurs. Cela a provoqué une expansion du crédit et, à terme, la bulle immobilière irlandaise qui a explosé en 2007. Les banques irlandaises, déjà très exposées au marché immobilier irlandais, ont été fortement affectées en septembre 2008 par les débuts de la crise financière mondiale de 2007-2010.

## Conséquences
La situation des finances publiques s'est compliquée durant l'année 2008. Le déficit public s'est accru, de nombreuses entreprises ont fait faillite, et le chômage est parti à la hausse. Le niveau index boursier irlandais ISE a chuté fortement. De nombreux travailleurs immigrés ont quitté le pays.

### Austérité et recul du niveau de vie
La crise a eu des conséquences se prolongeant bien après la reprise économique.
Entre 2008 et 2014, des coupes budgétaires de 30 milliards d’euros — soit près de 20 % du produit intérieur brut (PIB) — ont été décidées (baisse des salaires des fonctionnaires, réduction des allocations familiales, amputation des prestations sociales, etc). Le taux de privation matérielle (qui désigne l’incapacité de se procurer certains biens et services considérés comme souhaitables ou nécessaires pour avoir un niveau de vie acceptable) est passé de 13,7 % (2008) à 30,5 % (2013).
Malgré une forte reprise de l'activité économique en 2014 (avec un taux de croissance du PIB de 4,8 %), les mesures d'austérité continuent de fortement affecter la population. Un tiers de la population se trouve cette année là en situation de « privation forcée », caractérisée par « l’insatisfaction de deux besoins de base, ou plus (…) tels que la nourriture, le chauffage ou des vêtements adaptés pour l’hiver ».
Le budget de rénovation et de construction de logements sociaux est passé de 1 ,4 milliard d’euros en 2008 à 167 millions en 2014. En conséquence, les constructions de logements sociaux ont chuté, passant de 5 300 appartements en 2009 à 1000 en 2012 et à 476 en 2015. Le nombre de familles inscrites sur les listes d’attente pour en obtenir un a doublé entre 2005 et 2017. Plutôt que de construire de nouveaux logements, le gouvernement a choisi d'accorder des aides aux locataires du privé, ce qui a eu pour résultat d'aggraver la crise en dopant la demande sans chercher à stimuler l’offre.

### Banques
L'Anglo Irish Bank a été très exposée à la bulle immobilière irlandaise. En décembre 2008, une controverse sur des prêts secrets a fait chuter fortement le prix de l'action de la banque. L'index ISE est tombé le 24 septembre 2009 à un niveau jamais vu depuis 14 ans, probablement déstabilisé par la démission surprise, la veille, de l'ancien directeur de la Anglo Irish Bank, Anne Heray, du bureau de l'Irish Stock Exchange.
Début 2010, l’État irlandais avait dépensé 50 milliards d’euros pour sauver les banques du pays, soit l’équivalent de 30 % du PIB.

### Récession et chômage
L'économie irlandaise est entrée dans une sévère récession en 2008, puis dans une dépression en 2009. L'Economic and Social Research Institute, un think tank irlandais, a prédit alors une baisse du PIB pour 2010 de l'ordre de 14 %. Au premier trimestre de 2009, le niveau du PIB était en baisse de 8,5 % par rapport au premier trimestre de l'année précédente. Le taux de chômage passa de 8,75 % à 11,4 %,. L'économie irlandaise sortit de la récession au troisième trimestre de 2009, avec un PIB en augmentation de 0,3 %.

### Marché immobilier
Avec l'explosion de la bulle, l'immobilier résidentiel et d'entreprise a connu un véritable effondrement, avec une baisse sensible de la valeur des biens, ainsi que du nombre des ventes.
Des promoteurs immobiliers tels que Liam Carroll ont été fortement touchés. À cause de la crise financière, certaines banques commerciales irlandaises ont aussi été impactées, dont ACC.

### Émigration
Le Central Statistics Office, organisme national de statistique, a estimé que 34 500 personnes ont quitté le pays entre avril 2009 et avril 2010, le chiffre le plus haut depuis 1989. Cependant, seuls 27 700 parmi ces personnes sont des citoyens irlandais. À noter également que cette émigration s'est moins dirigée vers le Royaume-Uni, l'Union Européenne et les États-Unis, destination traditionnelle de l'émigration irlandaise.

### Impact politique
Après la nomination de Brian Cowen comme Taoiseach, le parti au pouvoir, le Fianna Fáil était encore crédité dans les sondages de près de 41 %, leur niveau atteint lors des élections générales de 2007. Le soutien au parti a commencé à chuter à partir de septembre 2008. Le 13 février, le journal The Irish Times a publié un sondage plaçant le Fianna Fáil en troisième position, derrière les deux partis d'opposition, le Fine Gael et le Parti travailliste,.
Le 27 février, un sondage a révélé que seule 10 % de la population soutenait l'action gouvernementale. La moitié des personnes interrogées se disaient même favorables à l'organisation immédiate d'élections générales. Le Fianna Fáil a emporté 24 % des voix aux élections locales de juin 2009, continuant sa lente perte de crédibilité auprès de l'opinion publique à mesure que le pays plongeait davantage dans la crise. En septembre 2009, le soutien au parti au pouvoir tomba à 17 %.
Le gouvernement annonça la tenue d'élections pour le printemps 2011, mais finit par avancer la date au 25 février 2011 à la suite de fortes revendications. Le premier ministre (Taoiseach) Brian Cowen fut remplacé comme leader du pari par Micheal Martin. Aux élections, le Fianna Fáil a recueilli 17 % des votes, faisant baisser son nombre de sièges de 71 à 20, un niveau historiquement bas. Les deux partis d'opposition, le Fine Gael et le Parti travailliste, ont obtenu un gain sensible de sièges, sans pour autant atteindre une majorité absolue, ce qui a entrainé la constitution d'un gouvernement de coalition.

### Intervention du FMI et de l'UE
Le 21 novembre 2010 le gouvernement fait une demande à l'UE d'aide pour faire face aux besoins de financement à la suite du sauvetage des banques irlandaises par le gouvernement. L'UE et le FMI mettent alors en place un programme de soutien de 67 milliards d'euros, dont 17,5 milliards provenant du FMI et le reste provenant du MESF et FESF.